# Elke Scheer
Elke Scheer  (* 12. Januar 1965 in Mayen) ist eine deutsche Physikerin und Hochschullehrerin. Sie ist Professorin für Experimentalphysik an der Universität Konstanz.

## Leben und Werk
Scheer studierte von 1984 bis 1990 Physik an der Universität Karlsruhe mit dem Abschluss Diplom. Anschließend war sie wissenschaftliche Mitarbeiterin am Physikalischen Institut der Universität Karlsruhe und promovierte 1995 mit dem Thema: Zur Geometrieabhängigkeit der Leitwertfluktuationen in nanostrukturierten Metallschichten. Von 1996 bis 1997 arbeitete sie am Centre d’Etudes Saclay des Commissariat à l’Energie Atomique (CEA) in Gif-sur-Yvette in Frankreich und danach bis 2000 als wissenschaftliche Assistentin am Physikalischen Institut der Universität Karlsruhe. Seit 2000 ist sie Professorin für Experimentalphysik an der Universität Konstanz. Von 2003 bis 2009 war sie Direktorin des Zukunftskollegs (früher: Zentrum für den Wissenschaftlichen Nachwuchs) der Universität Konstanz.

## Forschungsschwerpunkte
- Elektronischer Transport in quantenkohärenten Systemen und auf atomarer und molekularer Skala
- Mesoskopische Supraleitung
- Molekulare Elektronik
- Nichtlineare Mechanik
- Nano-Optoelektronik

## Veröffentlichungen (Auswahl)
- E. Scheer, C. Cuevas: Molecular Electronics: An Introduction to Theory and Experiment. (= World Scientific Nanoscience and Nanotechnology. Band 15). 2., erw. Auflage. 20107, ISBN 978-981-322-602-9.
- E. Scheer, N. Agraït, J. C. Cuevas, A. Levy Yeyati, B. Ludoph, A. Martín-Rodero, G. Rubio Bollinger, J. M. van Ruitenbeek, C. Urbina: The signature of chemical valence in the electrical conduction through a single-atom contact. In: Nature. (London). Band 394, 1998, S. 154. doi:10.1038/28112
- D. Guhr, D. Rettinger, J. Boneberg, A. Erbe, P. Leiderer, E. Scheer: Influence of laser light onto the electronic transport through atomic-sized contacts. In: Phys. Rev. Lett. Band 99, 2007, S. 086801. doi:10.1103/PhysRevLett.99.086801
- Y. Kim, H. Song, F. Strigl, H.-F. Pernau, T. Lee, E. Scheer: Conductance and Vibrational States of Single-Molecule Junctions controlled by Mechanical Stretching and Material Variation. In: Phys. Rev. Lett. Band 106, 2011, S. 196804. doi:10.1103/PhysRevLett.106.196804

- Y. Kim, A. Garcia-Lekue, D. Sysoiev, T. Frederiksen, U. Groth, E. Scheer: Charge Transport in Single Azobenzene Molecule Devices. In: Phys. Rev. Lett. Band 109, 2012, S. 226801. doi:10.1103/PhysRevLett.109.226801
- C. Schirm, M. Matt, F. Pauly, J. C. Cuevas, P. Nielaba, E. Scheer: An electromigration-driven single-atom memory. In: Nature Nanotech. Band 8, 2013, S. 645. doi:10.1038/nnano.2013.170
- F. Strigl, C. Espy, M. Bückle, E. Scheer, T. Pietsch: Emerging Magnetic Order in Pt Atomic Contacts and Chains. In: Nature Commun. Band 6, 2015, S. 6172. doi:10.1038/ncomms7172
- A. Di Bernardo, S. Diesch, Y. Gu, J. Linder, M.G. Blamire, E. Scheer, J. W. A. Robinson: Signature of Magnetic-Dependent Gapless Odd-frequency States at Superconductor / Ferromagnet Interfaces. In: Nature Commun. Band 6, 2015, S. 8053. doi:10.1038/ncomms9053
- S. Diesch, P. Machon, M. Wolz, C. Sürgers, D. Beckmann, W. Belzig, E. Scheer: Signatures of equal-spin triplet superconductivity in Al/EuS/Ag trilayers. In: Nature Commun. Band 9, 2018, S. 5248. doi:10.1038/s41467-018-07597-w
- F. Yang, F. Rochau, J. Huber, A. Brieussel, G. Rastelli, E. M. Weig, E. Scheer: Spatial modulation of nonlinear flexural vibrations of membrane resonators. In: Phys. Rev. Lett. Band 122, 2019, S. 154301. doi:10.1103/PhysRevLett.122.154301

## Auszeichnungen (Auswahl)
- 1996–1997: Postdoktorandenstipendium der Deutschen Forschungsgemeinschaft (DFG)
- 1997: Postdoktorandenstipendium des Centre International des Etudiants et Stagiaires (CIES), France
- 1999: Gustav Hertz-Preis, Deutsche Physikalische Gesellschaft (DPG)
- 2000: Alfried Krupp-Förderpreises für junge Hochschullehrer
- 2012: Tina Ulmer Lehrpreis der Universität Konstanz

## Mitgliedschaften und Tätigkeiten (Auswahl)
- seit 1990: Mitglied Deutschen Physikalischen Gesellschaft (DPG) (DPG)
- 2008–2011: Sprecherin des Sonderforschungsbereichs 767 “Kontrollierte Nanosysteme”
- seit 2009: Mitglied der Heidelberger Akademie der Wissenschaften
- seit 2010: Mitglied des Wissenschaftlichen Beirats der European School on Nanoscience and Nanotechnology (ESONN), Grenoble, France
- 2012–2018: Mitglied des Fachkollegiums 307 (Physik der Kondensierten Materie) der DFG
- seit 2015: Mitglied der American Chemical Society (ACS)
- seit 2015: Mitglied des Preiskomitees der Stern-Gerlach Medaille der DPG
- seit 2018: Mitglied des Senatsausschusses für die Sonderforschungsbereiche der DFG